# Бидуз
Бидуз (фр. Bidouze) је река у Француској. Дуга је 82 km. Улива се у Адур. 